# Нетерівська лекція
Не́терівська ле́кція (англ. Noether Lecture або англ. AWM-AMS Noether Lecture) — серія почесних лекцій з математики, якими відзначаються жінки, «які зробили фундаментальний внесок у математику».

## Історична довідка
Асоціація жінок у математиці (AWM) у 1980 році заснувала щорічні лекції на вшанування пам'яті Еммі Нетер (1882—1935), яка належить до провідних математиків початку XX століття. Перша лекція була прочитана Джессі Мак-Вільямс (англ. F. Jessie MacWilliams), на тему «Огляд теорії кодування» (англ. A Survey of Coding Theory).
У 2013 році лекцію було перейменовано у англ. AWM-AMS Noether Lecture. З 2015 року у фінансовій підтримці проведення лекцій бере участь Американське математичне товариство (AMS). Лекція читається на щорічних Американських об’єднаних математичних зустрічах, які проводяться у січні під егідою Американського математичного товариства.
Нетерівська лекція у 2021 році мала бути прочитана Андреа Бертоцці з Університету Каліфорнії в Лос-Анджелесі (UCLA), але захід було скасовано. Це було зроблено під час протестів через убивство Джорджа Флойда: Рішення було прийняте у зв'язку з протестами проти расової дискримінації та жорстокості з боку поліції. Хоча Бертоцці мала намір говорити на інші теми, вона була відома своїми дослідженнями з математики для потреб поліції, і в листі до AMS вчена-математик Сол Гарфанкел дійшла висновку, що «причиною її виключення була одна із сфер її досліджень». В офіційному блозі AMS група, яка називає себе «The Just Mathematics Collective», закликала до бойкоту співпраці математиків з поліцією, відкидаючи лист Гарфанкел як спрямований на припинення бойкоту і вітаючи скасування лекції Бертоцці.

## Нетерівські лектори
З 1980 року лауреатами почесної лекції були:
- 1980  Джессі Маквільямс[en] (1917—1990), тема: «A Survey of Coding Theory» (Огляд теорії кодування)
- 1981  Ольга Таусскі-Тодд (1906—1995), тема: «The Many Aspects of Pythagorean Triangles» (Багато аспектів трикутників Піфагора)
- 1982  Джулія Робінсон (1919—1985), тема: «Functional Equations in Arithmetic» (Функціональні рівняння в арифметиці)
- 1983  Кетлін Моравец (1923—2017), тема: «How Do Perturbations of the Wave Equation Work» (Як працюють збурення хвильового рівняння)
- 1984  Мері Еллен Рудін[en] (1924—2013), тема: «Paracompactness» (Паракомпактність)
- 1985  Джейн Кронін Скенлон[en] (1922—2018), тема: «A Model of Cardiac Fiber: Problems in Singularly Perturbed Systems» (Модель серцевого волокна: проблеми в сингулярно збурених системах)
- 1986  Івонн Шоке-Брюа (нар. 1923), тема: «On Partial Differential Equations of Gauge Theories and General Relativity» (Про диференціальні рівняння в частинних похідних калібрувальних теорій і загальної теорії відносності)
- 1987  Джоан Бірман[en] (нар. 1927), тема: «Studying Links via Braids» (Вивчення зв’язків через коси)
- 1988  Карен Уленбек (нар. 1942), тема: «Moment Maps in Stable Bundles: Where Analysis Algebra and Topology Meet» (Мапи моментів у стабільних пакетах: де зустрічаються алгебра аналізу та топологія)
- 1989  Мері Вілер[en] (нар. 1938), тема: «Large Scale Modeling of Problems Arising in Flow in Porous Media» (Широкомасштабне моделювання проблем, що виникають при течії в пористих середовищах)
- 1990  Бхама Срінівасан[en] (нар. 1935), тема: «The Invasion of Geometry into Finite Group Theory» (Вторгнення геометрії в теорію скінченних груп)
- 1991  Александра Беллоу[en] (нар. 1935), тема: «Almost Everywhere Convergence: The Case for the Ergodic Viewpoint» (Майже скрізь конвергенція: аргумент на користь ергодичної точки зору)
- 1992  Ненсі Копелл[en] (нар. 1942), тема: «Oscillators and Networks of Them: Which Differences Make a Difference» (Осцилятори та їх мережі: які відмінності мають значення)
- 1993  Лінда Кін[en] (нар. 1940), тема: «Hyperbolic Geometry and Spaces of Riemann Surfaces» (Гіперболічна геометрія та простори ріманових поверхонь)
- 1994  Леслі Сібнер[en] (1934—2013), тема: «Analysis in Gauge Theory» (Аналіз у калібрувальній теорії[en])
- 1995  Джудіт Саллі[en] (нар. 1937), тема: «Measuring Noetherian Rings» (Вимірювання кілець Нетер)
- 1996  Ольга Олійник (1925—2001), тема: «On Some Homogenization Problems for Differential Operators» (Про деякі задачі усреднення для диференціальних операторів)
- 1997  Лінда Ротшильд[en], тема: «How Do Real Manifolds Live in Complex Space» (Як реальні різноманіття живуть у складному просторі)
- 1998  Дуза Макдафф[en] (нар. 1945), тема: «Symplectic Structures - A New Approach to Geometry» (Симплектичні структури - новий підхід до геометрії)
- 1999 \ Кристина Куперберг[en] (нар. 1944), тема: «Aperiodic Dynamical Systems» (Аперіодичні динамічні системи)
- 2000  Маргарет Райт[en] (нар. 1944), тема: «The Mathematics of Optimization» (Математика оптимізації)
- 2001 \  Сунь-Юн Еліс Чан[en] (нар. 1948), тема: «Nonlinear Equations in Conformal Geometry» (Нелінійні рівняння в конформній геометрії)
- 2002  Ленора Блум (нар. 1942), тема: «Computing Over the Reals: Where Turing Meets Newton» (Операції над дійсними числами: де Тьюрінг зустрічається з Ньютоном)
- 2003  Джин Тейлор[en] (нар. 1944), тема: «Five Little Crystals and How They Grew» (П’ять маленьких кристаликів і як вони виросли)
- 2004 \ Світлана Каток (нар. 1947), тема: «Symbolic Dynamics for Geodesic Flows» (Символічна динаміка для геодезичних потоків)
- 2005 \ Лайсанг Янг[en] (нар. 1952), тема: «From Limit Cycles to Strange Attractors» (Від граничних циклів до дивних атракторів)
- 2006  Інгрід Добеші (нар. 1952), тема: «Mathematical Results and Challenges in Learning Theory» (Математичні результати та проблеми в теорії навчання)
- 2007  Карен Фогтманн (нар. 1949), тема: «Automorphisms of Groups, Outer Space, and Beyond» (Автоморфізм груп, зовнішній простір і не тільки)
- 2008  Одрі Террас[en] (нар. 1942), тема: «Fun With Zeta Functions of Graphs» (Розваги з дзета-функціями графів)
- 2009 \  Фан Чун[en] (нар. 1949), тема: «New Directions in Graph Theory» (Нові напрями в теорії графів)
- 2010  Керолін С. Гордон (нар. 1950), тема: «You Can't Hear the Shape of a Manifold» (Ви не можете почути форму барабана)
- 2011  Сьюзан Монтгомері[en](нар. 1943), тема: «Orthogonal Representations: From Groups to Hopf Algebras» (Ортогональні представлення: від груп до алгебр Гопфа)
- 2012  Барбара Кейфіц[en] (нар. 1944), тема: «Conservation Laws - Not Exactly a la Noether» (Закони збереження - не зовсім а-ля Нетер)
- 2013  Раман Парімала[en] (нар. 1948), тема: «A Hasse principle for quadratic forms over function fields» (Принцип Гассе[en] для квадратичних форм над полями функцій)
- 2014 Flag of the United States.svg|border Джорджія Бенкарт[en] (1947-2022), тема: «Walking on Graphs the Representation Theory Way» (Прогулянка по графах з точки зору теорії представлень)
- 2015 \ Вінні Лі[en] (нар. 1948), тема: «Modular forms for congruence and noncongruence» (Модульні форми для конгруентності та не конгруентності)
- 2016 Flag of the United States.svg|border Карен Еллен Сміт[en] (нар. 1965), тема: «The Power of Noether's Ring Theory in Understanding Singularities of Complex Algebraic Varieties» (Сила теорії кілець Нетер у розумінні сингулярностей комплексних алгебраїчних різновидів)
- 2017  Ліза Джеффрі[en] (нар. 1965), тема: «Cohomology of Symplectic Quotients» (Когомологія симплектичних часток)
- 2018 Flag of the United States.svg|border Джилл Пайфер[en] (нар. 1955), тема: «Nonsmooth Boundary Value Problems» (Негладкі крайові задачі)
- 2019  Брина Кра[en] (нар. 1966), тема: «Dynamics of systems with low complexity» (Динаміка систем низької складності)
- 2020  Бірґіт Спех[en] (нар. 1949), тема: «Branching Laws for Representations of Non Compact Orthogonal Groups» (Закони розгалуження для представлень некомпактних ортогональних груп)
- 2021 лекцію Андреа Бертоцці[en] (нар. 1965) скасовано (див. вище)
- 2022 \ Маріанна Чорней (нар. 1975), тема: «The Kakeya needle problem for rectifiable sets» (Задача про голку Какея для спрямлених наборів)
- 2023  Лаура Демарко[en] (нар. 1974), тема: «Rigidity and uniformity in algebraic dynamics» (Жорсткість і рівномірність в алгебраїчній динаміці)
- 2024  Анне Шиллінг[en] (нар. 19??), тема: «The Ubiquity of Crystal Bases» (Повсюдність кристалічних основ)